# Serrenti
Serrenti település Olaszországban, Szardínia régióban, Medio Campidano megyében. Lakosainak száma 4540 fő (2023. január 1.). Serrenti Furtei, Guasila, Nuraminis, Samassi, Samatzai, Sanluri és Serramanna községekkel határos.

## Népesség
A település lakossága az elmúlt években az alábbi módon változott:
| Lakosok száma | 4846 | 4808 | 4540 |
|               | 2017 | 2018 | 2023 |